# Billie Hughes
Billie Keith Hughes (Graham (Texas), 4 april 1948 – Los Angeles, 3 juli 1998) was een Amerikaanse singer-songwriter, muzikant en muziekproducent. Hij kreeg internationale bekendheid door zijn liedjes voor televisie en Japanse popmuziek, waaronder de hit Welcome to the Edge. Hij was lid van de band Lazarus, geproduceerd door Phil Ramone en Peter Yarrow van Peter, Paul and Mary.

## Biografie
Hughes groeide op in Texas en studeerde aan de Abilene Christian University. Begin jaren 70 vormde hij de folk-rockband Lazarus, waarmee hij twee albums uitbracht op Bearsville Records.

## Carrière
Hughes begon als folkrockartiest in Lazarus. Na de ontbinding van de band werkte hij als soloartiest en componist. Zijn nummer Martin Eden werd een hit in Europa, vooral in Italië en Duitsland, en was de titelsong van een Europese miniserie gebaseerd op de roman van Jack London.
In de jaren 90 brak hij door in Japan met Welcome to the Edge, een ballad die gebruikt werd als themanummer voor een Japanse televisieserie. Het lied won de Japan Gold Disc Award voor Internationale Single van het Jaar en werd gecoverd door verschillende artiesten in Azië.

## Samenwerkingen
Hughes werkte veelvuldig samen met songwriter Roxanne Seeman, met wie hij een groot deel van zijn werk in de jaren 80 en 90 schreef en produceerde. Samen schreven zij nummers voor Philip Bailey, Bette Midler, The Jacksons, Jacky Cheung en vele anderen.

## Overlijden en nalatenschap
Billie Hughes overleed op 3 juli 1998 in Los Angeles aan een hartaanval. Zijn werk blijft invloedrijk, vooral in de context van internationale popmuziek en soundtracks voor film en televisie.

## Discografie

### Albums met Lazarus
- *Lazarus* (1971)
- *A Fool's Paradise* (1973)

### Soloalbums
- *Dream Master* (1981)

## Prijzen en onderscheidingen
- Japan Gold Disc Award – Internationale Single van het Jaar (1992) voor Welcome to the Edge